# Wilga srebrzysta
Wilga srebrzysta (Oriolus mellianus) – gatunek średniej wielkości ptaka z rodziny wilgowatych (Oriolidae). Gniazduje w południowo-środkowych Chinach, zimuje w Tajlandii i zachodniej Kambodży. Zagrożony wyginięciem.
Systematyka
Takson ten opisał po raz pierwszy Erwin Stresemann w 1922 roku, nadając mu nazwę Oriolus traillii mellianus, a tym samym uznając go za podgatunek wilgi pąsowej (O. traillii). Obecnie wilga srebrzysta uznawana jest za osobny, monotypowy gatunek.
Morfologia
Długość ciała około 28 cm. Smukły, srebrzysto-białawy ptak z czarnym kapturem i skrzydłami. Matowe bordowe pokrywy podogonowe i pióra ogona.
Środowisko
Gniazduje w wiecznie zielonych lasach liściastych, głównie na wysokości ok. 600–1700 m n.p.m. Na zimowiskach w Tajlandii przebywa w wiecznie zielonych lasach na wysokości ok. 600–1300 m n.p.m.
Status
IUCN od 2013 roku uznaje wilgę srebrzystą za gatunek zagrożony (EN, Endangered); wcześniej, od 1994 roku klasyfikowano ją jako gatunek narażony (VU, Vulnerable). Liczebność populacji szacuje się na 1000–2499 dorosłych osobników. Trend liczebności populacji uznawany jest za spadkowy. Do głównych zagrożeń dla gatunku należy utrata siedlisk zarówno na obszarach lęgowych, jak i zimowiskach.